# Сідар-Крест (Оклахома)
Сідар-Крест (англ. Cedar Crest) — переписна місцевість (CDP) в США, в окрузі Мейз штату Оклахома. Населення — 276 осіб (2020).

## Географія
Сідар-Крест розташований за координатами 36°7′17″ пн. ш. 95°9′58″ зх. д. / 36.12139° пн. ш. 95.16611° зх. д. (36.121485, -95.166178).  За даними Бюро перепису населення США в 2010 році переписна місцевість мала площу 14,22 км², уся площа — суходіл.

## Демографія
Згідно з переписом 2010 року, у переписній місцевості мешкало 312 осіб у 112 домогосподарствах у складі 76 родин. Густота населення становила 22 особи/км².  Було 121 помешкання (9/км²).
Расовий склад населення:
| - 64,1 % — білих - 30,4 % — корінних американців - 0,3 % — вихідців з тихоокеанських островів - 0,3 % — азіатів - 1,9 % — осіб інших рас |

До двох чи більше рас належало 2,9 %. Частка іспаномовних становила 3,5 % від усіх жителів.
За віковим діапазоном населення розподілялося таким чином: 28,5 % — особи молодші 18 років, 62,2 % — особи у віці 18—64 років, 9,3 % — особи у віці 65 років та старші. Медіана віку мешканця становила 33,3 року. На 100 осіб жіночої статі у переписній місцевості припадало 126,1 чоловіків;  на 100 жінок у віці від 18 років та старших — 116,5 чоловіків також старших 18 років.
За межею бідності перебувало 46,4 % осіб, у тому числі 100,0 % дітей у віці до 18 років та 23,5 % осіб у віці 65 років та старших.
Цивільне працевлаштоване населення становило 61 осіб. Основні галузі зайнятості: транспорт — 24,6 %, мистецтво, розваги та відпочинок — 13,1 %, освіта, охорона здоров'я та соціальна допомога — 13,1 %.